# Make It with You
"Make It with You" je píseň, napsaná členem americké soft rockové hudební skupiny Bread Davidem Gatesem v roce 1970. Skladba vyšla v roce 1970 na albu On the Waters.